# Ковальчук, Егор Викторович
Егор Викторович Ковальчук (род. 28 марта 1973, Челябинск, Челябинская область, РСФСР, СССР) — российский государственный и политический деятель. Глава Миасского городского округа с 17 мая 2023 по 4 июля 2024 года, председатель правительства Луганской Народной Республики с 10 июля 2024 года.

## Биография
Егор Ковальчук родился 28 марта 1973 года в Челябинске.
Имеет три высших образования: по специальностям «Экономика и управление на предприятии в машиностроении» (Челябинский государственных технический университет, 1995 год), «Юриспруденция» (Челябинский государственный технический университет, 1997 год), «Водоснабжение и водоотведение» (Южно-Уральский государственный университет, 2010 год).
Трудовую деятельность начал в 1995 году экономистом Южно-Уральского филиала Машбанка. С 1995 по 2005 годы работал в банковской сфере — от специалиста 3 категории до первого заместителя ЗАО КБ «Ураллига».
В 2005 году перешёл на муниципальную службу. С 2005 по 2010 годы — генеральный директор МУП «Производственное объединение водоснабжения и водоотведения» г. Челябинска. С 2010 по 2012 годы — заместитель главы администрации города Челябинска по жилищно-коммунальному хозяйству, заместитель главы администрации города Челябинск по городскому хозяйству.
В 2012 году перешёл на государственную службу. С 2012 по январь 2014 года — министр промышленности и природных ресурсов Челябинской области. С января по октябрь 2014 года — и. о. министра, министр радиационной и экологической безопасности Челябинской области. С 2015 по 2019 годы — директор департамента жилищно-коммунального комплекса и энергетики Ханты-Мансийского автономного округа — Югры. До назначения на должность заместителя губернатора Челябинской области работал исполняющим обязанности начальника отдела департамента спецпроектов Минстроя России. С 21 сентября 2019 года был назначен на должность заместителя губернатора Челябинской области.
Действительный муниципальный советник 2 класса, действительный государственный советник Челябинской области 3 класса, действительный государственный советник Ханты-мансийского автономного округа — Югры 2 класса.
Награждён Почётной грамотой Президента Российской Федерации.
13 июля 2023 года избран секретарём миасского отделения партии «Единая Россия».
Назначен заместителем губернатора региона на общественных началах.
10 июля 2024 года назначен на должность председателя правительства Луганской Народной Республики.